# Псевдодополнение
Псевдодополнение в теории решёток — бинарная операция в решётке, определяемая для элементов решётки {\displaystyle a} и {\displaystyle b} как наибольший элемент {\displaystyle c} такой, что {\displaystyle a\land c\leqslant b}; обозначение — {\displaystyle a\to b}, прочтение — «псевдодополнение {\displaystyle a} относительно {\displaystyle b}». Импликативная решётка (или брауэрова решётка) — решётка, в которой для каждых двух элементов существует псевдодополнение.
Аксиоматически, импликативная решётка получается присоединением к аксиомам решётки следующих соотношений:
{\displaystyle \forall a,b:a\land (a\to b)\leqslant b},
{\displaystyle \forall a,b,c:a\land c\leqslant b\Rightarrow c\leqslant (a\to b)}.
Для импликативных решёток с нулём вводится также унарная операция (абсолютного) псевдодополнения: {\displaystyle ^{\sim }a=a\to 0}; в этом случае, бинарное псевдодополнение называется относительным псевдодополнением.
Импликативные решётки образуют многообразие. Важнейшие специальные классы импликативных решёток — алгебры Гейтинга и булевы алгебры, используемые в качестве моделей интуиционистского и классического исчисления высказываний соответственно.

## Свойства
Импликативные решётки являются полугруппами с делением, в которых левому и правому делению {\displaystyle a\backslash b} и {\displaystyle b/a} соответствует одна операция {\displaystyle a\to b}.
Всякая импликативная решётка дистрибутивна; каждая конечная дистрибутивная решётка — импликативна.
Во всякой импликативной решётке имеется максимальный элемент ({\displaystyle a\to a}), обычно обозначаемый как 1; минимальный элемент в общем случае может не существовать, если он существует — то импликативная решётка образует алгебру Гейтинга.
Для всех элементов {\displaystyle a}, {\displaystyle b} и {\displaystyle c} всякой импликативной решётки верны следующие утверждения:
{\displaystyle a\leqslant b\Rightarrow b\to c\leqslant a\to c};
{\displaystyle a\leqslant b\Rightarrow c\to a\leqslant c\to b};
{\displaystyle a\leqslant b\to c\Rightarrow a\land b\leqslant c};
{\displaystyle a\to b=1\Leftrightarrow a\leqslant b};
{\displaystyle b\leqslant a\to b};
{\displaystyle a\to b\leqslant ((a\to (b\to c))\to (a\to c))};
{\displaystyle a\leqslant b\to a\land b};
{\displaystyle a\to c\leqslant (b\to c)\to (a\lor b\to c)}.
Эти утверждения используются при доказательстве того, что алгебры Гейтинга являются моделями интуиционистского исчисления высказываний.
Подмножество {\displaystyle \nabla } импликативной решётки {\displaystyle A} является её фильтром тогда и только тогда, когда {\displaystyle 1\in \nabla } и {\displaystyle (a\in \nabla ,a\to b\in \nabla )\Rightarrow b\in \nabla }; если {\displaystyle \nabla } — фильтр, то факторрешётка {\displaystyle A/\nabla } импликативна, а класс {\displaystyle \nabla } — её максимальный элемент.